# 에스타디오 호세 데야히오바나
에스타디오 호세 데야히오바나(스페인어: Estadio José Dellagiovanna)는 아르헨티나 부에노스아이레스주 산페르난도의 빅토리아에 있는 축구 경기장으로, 1936년 9월 20일 개장하였다. CA 티그레의 홈 구장으로 사용되고 있다.

## 건축
티그레에서 산페르난도로 연고지를 옮긴 CA 티그레는 1935년 12월 29일 빅토리아에 있던 기도 스파노(Guido Spano)의 사유지에 경기장 초석을 세웠다. 사실 추후 클럽의 성장을 고려해 경기장의 확장 가능성도 염두에 두고 길 반대편의 땅까지 매입했지만, 내부 갈등으로 그 진행은 순탄치 않았다. 레온 부르디외(León Bourdieu)가 구단주였던 그 시절엔 클럽의 성장에 대한 회의적 시각으로 그 확장에 대한 구상은 폐기되고 말았다.
그 후 경기장은 여러 차례 보수·개장 공사를 거쳤는데, 가장 최근인 2007년 보수 공사시에는 관중석 앞쪽으로 미디어 부스(20개)를 새로 만들었다. 또한 락커룸을 교체하고 화장실을 증설했으며, 도핑 검사 시설과 프레스룸도 신설했다.
현재 경기장은 다섯 개 구역으로 나뉘어 있다. 지붕이 씌워진 관중석, 측면 일반석, 두 종류의 응원석, 그리고 원정석이다.
- 지붕이 씌워진 관중석(Platea de cemento techada): 2,140명
- 응원석(Tribuna cabecera de cemento): 16,000명
- 하부 응원석(Tribuna cabecera de cemento baja): 1,500명
- 측면 일반석(Tribuna lateral de cemento): 6,500명
- 원정석(Tribuna visitante): 5,500명

## 개장 경기
1936년 9월 20일, 경기장은 공식적으로 개장식을 가졌다. 개장 경기는 보카 주니어스와의 친선전이었는데, 개장시 기대에 반하는 티그레의 0-4 패배였다. 공식경기로써의 첫 경기는 일주일 후인 9월 27일, CA 인데펜디엔테와의 아르헨티나 프리메라 디비시온 경기였다. 하지만, 티그레는 또다시 0-1로 지고 만다. 12월 6일이 되어서야 티그레는 페로 카릴 오에스테를 상대로 홈에서 첫 승리(2-0 승리)를 거둘 수 있었다.